# Riksväg 6, Finland
Riksväg 6 är en av Finlands huvudvägar. Riksvägen börjar i Pernå i Östra Nyland och fortsätter mot Kajana via Joensuu, en sträcka på totalt cirka 600 kilometer. Från Forsby i Pernå till Kouvola är riksvägen en så kallad väg med breda körfält vilket betyder att två bilar kan köra om varandra utan att åka över i motgående fil. Vägen passerar Kouvola utmed motortrafikled, och har fyra filer mellan Davidstad och Ruokolax. Imatra och Joensuu passeras utmed motorväg.

## Rutt
- Forsby, Lovisa E 187
- Lappträsk
- Kouvola - 12 15 46
- Luumäki (Davidstad) - 26
- Villmanstrand - 13
- Imatra - 62
- Ruokolax
- Rautjärvi
- Parikkala - 14
- Kesälahti
- Kides - 71
- Tohmajärvi - 9
- Pyhäselkä
- Joensuu - 9 23 74
- Kontiolax - 73
- Juga
- Nurmes - 73 75
- Valtimo
- Sotkamo - 76
- Kajana - E 63/5 22 28 78

## Bilder

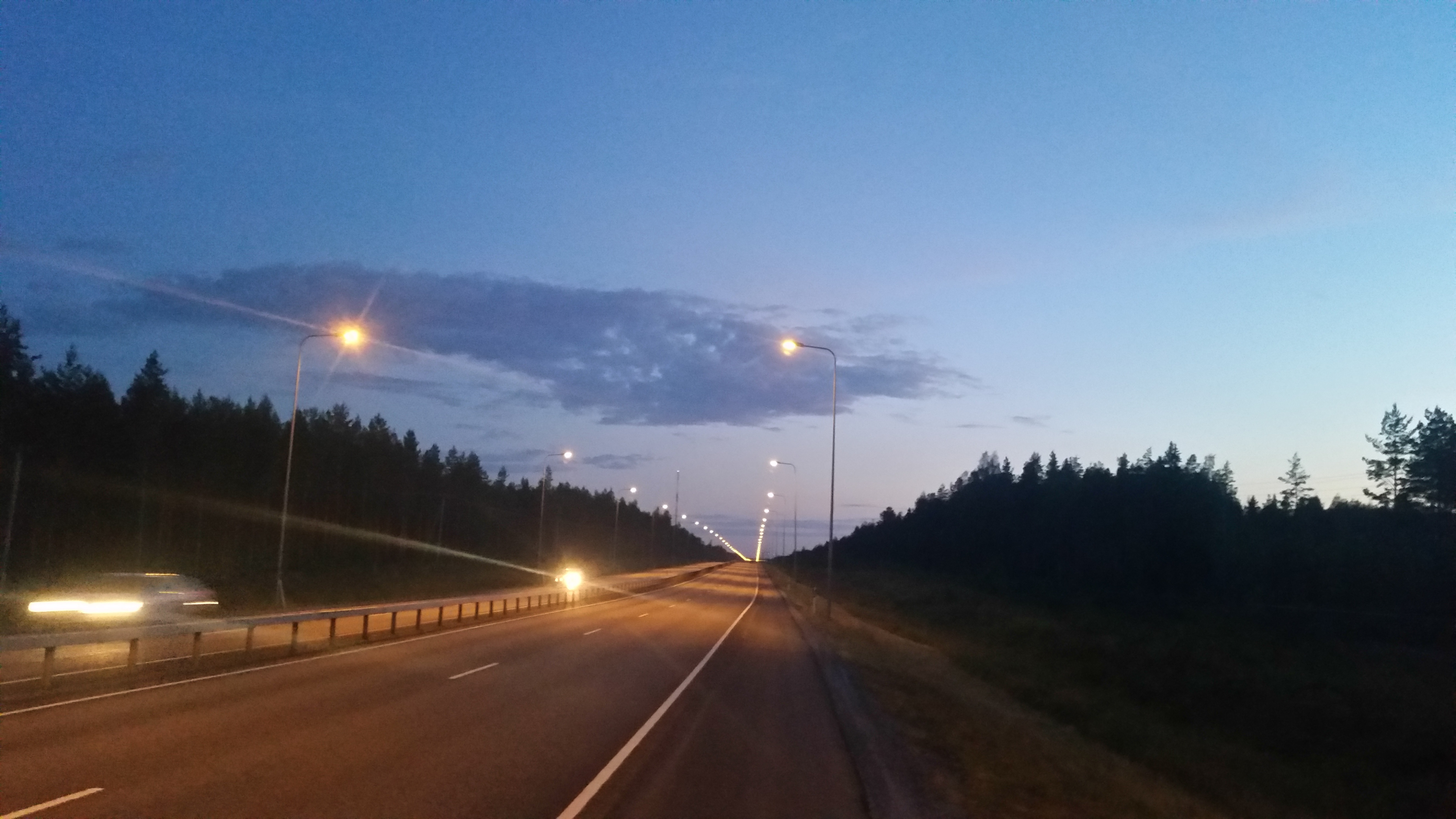
Riksväg 6 mellan Villmanstrand och Imatra
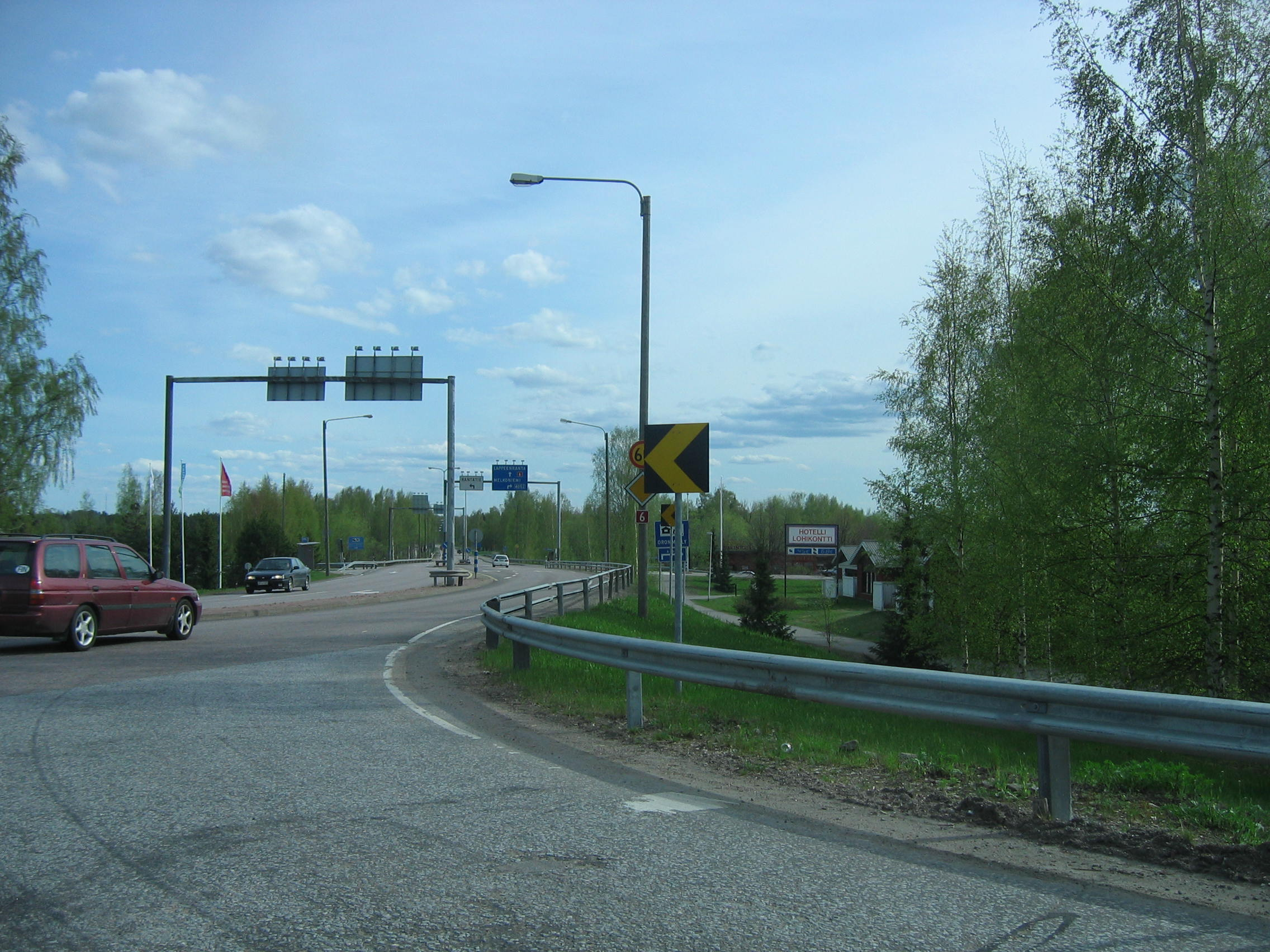
Riksväg 6 i Parikkala
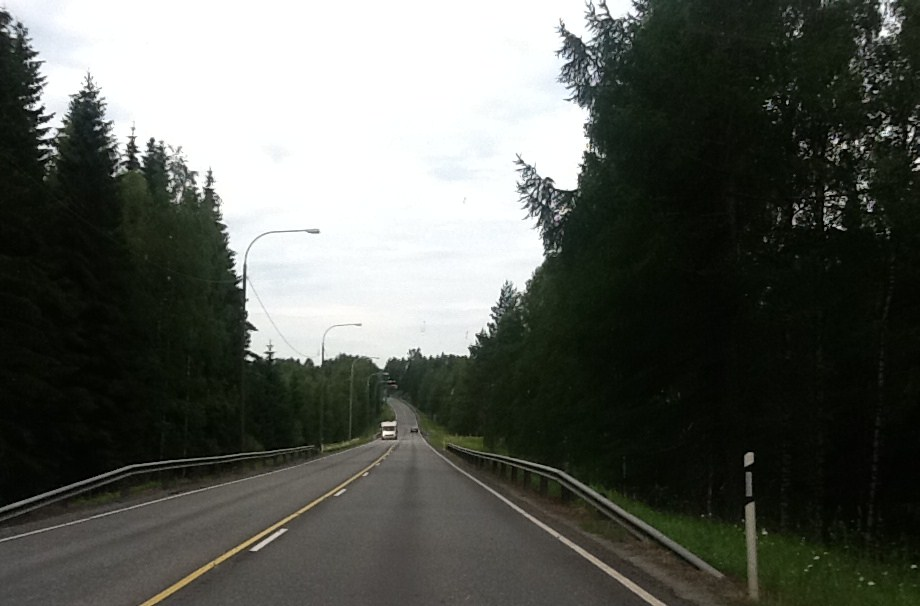
Riksväg 6 i Tohmajärvi